# Дикли

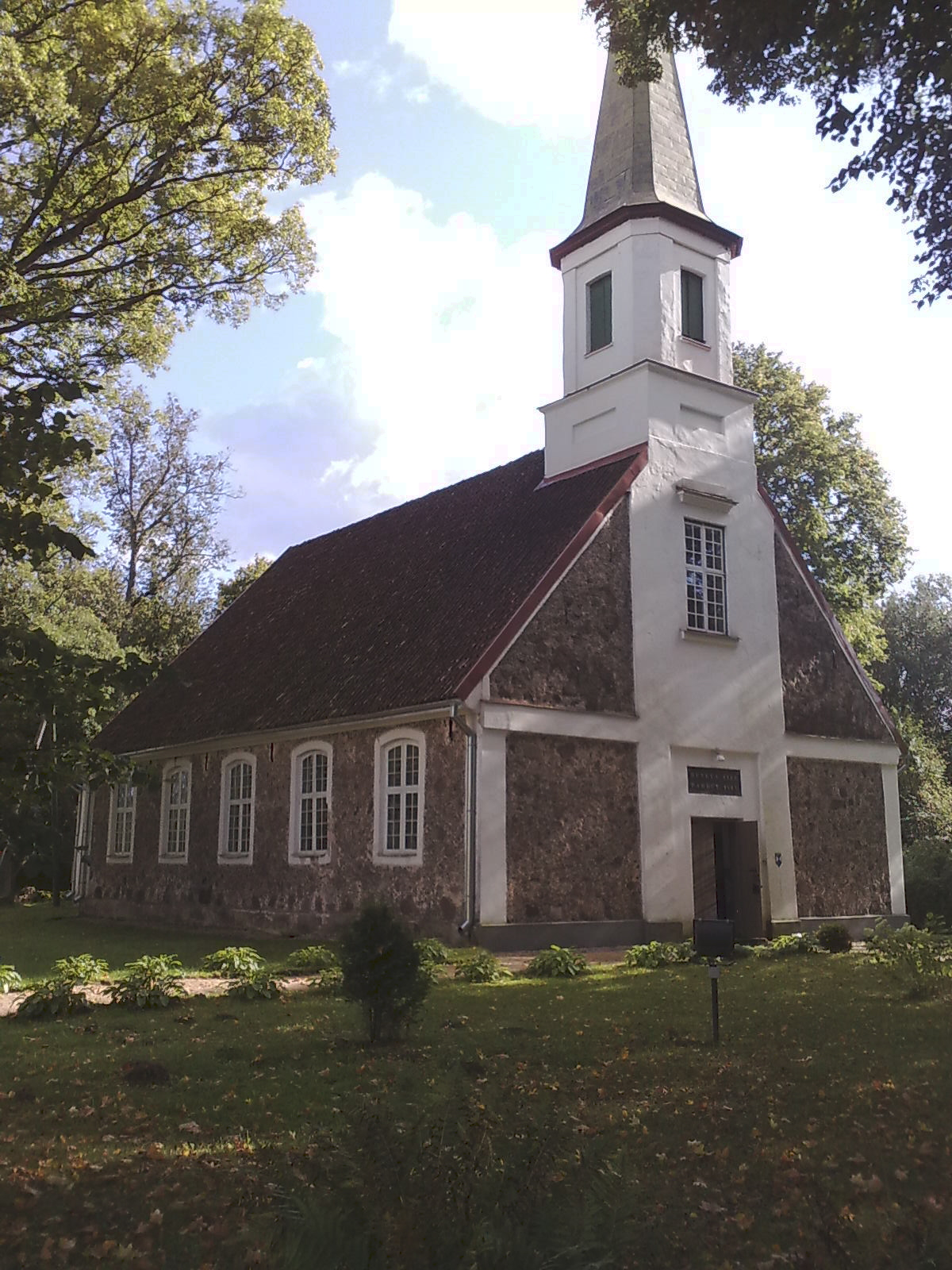
Лютеранская церковь

Дикли (латыш. Dikļi) — населённый пункт в Коценском крае Латвии. Административный центр Дикльской волости. Находится на реке Мазбриеде. Расстояние до города Валмиера составляет около 23 км. По данным на 2015 год, в населённом пункте проживало 423 человека. Есть волостная администрация, начальная школа, детский сад, почтовое отделение, дом культуры, библиотека, врач.

## История
Впервые упоминается в 1436 году. Населённый пункт образовался вокруг бывшего поместья Дикли (Дикельн). В 1864 году здесь был организован фестиваль мужских латышских хоров.
В XX веке рядом проходила узкоколейная железная дорога Айнажи — Валмиера — Смилтене с платформой Дикли (в 2000 году демонтирована).
В советское время населённый пункт был центром Дикльского сельсовета Валмиерского района. В селе располагался колхоз «Дикли».

## Достопримечательности
- Усадьба Дикли, построенная в 1896 году[5].
- Лютеранская церковь, построенная в 1722 году.